# Homem glorioso
Homem glorioso (em latim: vir gloriosus; em grego: ἔνδοξος) ou gloriosíssimo (em latim: gloriosissimus; em grego: ἐνδοξότατος) era o mais alto posto à disposição da aristocracia senatorial do Império Romano Tardio e Império Bizantino entre os séculos IV-VI. O título foi introduzido na sequência da crescente proliferação e consequente degradação dos títulos senatoriais mais antigos, tais como o homem ilustre (vir illustris).
Era restrito aos altos funcionários do Estado, nomeadamente os mestres dos soldados, prefeitos pretorianos, o questor do palácio sagrado e o mestre dos ofícios, bem como um honorífico para alguns importantes governantes bárbaros, como Teodorico, o Grande (r. 474–526), que foram nomeadamente assuntos imperiais. Aos condes, embora importantes oficiais em seu próprio direito, era conferido o título de magnificentíssimo (em latim: magnificentissimus; em grego: μεγαλοπρεπέστατος).